# 普适达尔文主义
普适达尔文主义（英語：universal Darwinism），又称为广义达尔文主义（generalized Darwinism）、普遍选择理论（universal selection theory）、达尔文形而上学（Darwinian metaphysics）等，是指将达尔文主义理论从生物演化领域扩展到其他领域的各种方法。普适达尔文主义旨在提出一个广义版本的变异、选择和遗传机制，以此来解释心理学、语言学、经济学、文化、医学、计算机科学、物理学等众多领域的演化现象。

## 基本机制
从根本上而言，查尔斯·达尔文的演化论提出生物体通过一个迭代过程演化和适应其所处的环境。这个过程可以被看成是一种演化算法，它在可能的形态空间（适应度景观）中搜索最适应的形态。该过程包含三个组成部分：
- 变异：一般通过突变或重组而产生变体，这一过程通常是随机的。
- 选择：最适应在其所处环境的变体得以生存和繁殖（适者生存），不适应的变体则被淘汰。
- 遗传：能够适应的变体中的特征得以保留和传播。

在那些得以适应的变体存活后，它们可以直接或在其后代中再次进行变异，从而开始新一轮的迭代过程。整个机制类似于一种试错机制：演化可以看作是寻找如何生存和繁殖的最佳解决方案的过程：不断进行新的尝试并检验各种尝试的效果，之后将失败的尝试丢弃而保留成功的尝试。
普适达尔文主义中的“普适”是指用任何可识别的模式、现象或系统来替代达尔文理论中的“生物体”。这样的模式必须满足三个要求：第一个是该模式可以“存活”（维持、保留）足够长的时间或能足够频繁地“繁殖”（复制）以免很快消失。这即是遗传部分，意味着模式中的信息得以保留或传播。第二个要求是在生存和繁殖过程中能够发生变异（模式的微小变化）。最后一个要求则是存在选择性“偏好”，以便某些变体能够比其他变体“更好”地存活或繁殖。如果满足这些条件，那么根据自然选择的逻辑，该模式将向更适应的形态演化。
不同领域的研究者提出了许多可能满足以上条件的模式，例如基因、思想（模因）、理论、技术、神经元及其联结、文字、计算机程序、公司、抗体、机构、法律和司法系统、量子态甚至整个宇宙。

## 历史与发展
在达尔文之前对文化、社会和经济现象演化的研究就已经出现 ，但当时仍缺乏自然选择的概念。达尔文本人以及之后赫伯特·斯宾塞、托斯丹·范伯伦、詹姆斯·马克·鲍德温、威廉·詹姆斯等19世纪思想家很快将选择思想应用于语言、心理学、社会和文化等领域。然而，这一演化论传统随后在20世纪初期被主流社会科学研究所抛弃，其部分是由于社会达尔文主义试图利用达尔文主义为社会不平等辩护而带来的恶名。
自1950年代起，唐纳德·坎贝尔是复兴这一传统最早、也最有影响力的学者之一，他提出了适用于生物学以外现象的广义达尔文算法。在这方面，他受到了威廉·罗斯·阿什比将自组织和智能视为基本选择过程的观点的启发。他通过关注思想和理论的变异和选择来解释科学和其他形式知识的发展，从而为演化认识论奠定了基础。1990年代，坎贝尔提出的“盲目变异和选择性保留”（blind-variation-and-selective-retention，缩写为BVSR）机制由他的追随者加里·齐科、马克·比克哈德（Mark Bickhard）、弗朗西斯·海利根等进一步扩展到其他领域并被冠以“普遍选择理论”（universal selection theory）或“普遍选择主义”（universal selectionism）等名称。
理查德·道金斯可能是最早提出“普适达尔文主义”一词的学者。他于1983年首先使用这一术语描述他的一个猜想，即他认为太阳系外可能存在的任何生命形式都会像地球上的生物一样通过自然选择演化。1983年发表的一篇讨论生命系统和某些非生命物理系统中秩序演化的题为《达尔文动力学》（The Darwinian Dynamic）的论文也提到了该猜想。该文认为“生命”无论在宇宙中的任何地方都按照相同的动力学定律进化，并被其称为达尔文动力学。亨利·普洛特金（Henry Plotkin）在其于1997年出版的探讨达尔文机的书中将普适达尔文主义与坎贝尔的演化认识论联系起来。苏珊·布莱克莫尔则在其1999年出版的《模因机器》（The Meme Machine）一书中专门撰写了“普适达尔文主义”一章以讨论达尔文过程对广泛科学主题的适用性。
哲学家丹尼尔·丹尼特于1995年出版了《达尔文的危险思想》（Darwin's Dangerous Idea）一书并提出了达尔文过程的概念。他认为这一包含变异、选择和保留过程的基质中立的通用算法可以应用于生物学以外的许多知识领域。他将自然选择的概念描述为能够腐蚀一切容器的“万能酸”，能够渗入墙壁并向外扩散，触及、改变更多的领域。他也特别提到了社会科学中的模因学。
与丹尼特的预测一致，达尔文主义的观点在过去几十年里得以广泛传播，特别是在社会科学领域，它成为了模因学、演化经济学、演化心理学、演化人类学、神经达尔文主义和演化语言学等研究领域的基础。还有研究者提出了量子达尔文主义、观察选择效应、宇宙自然选择等诸多理论，认为在基础物理学、宇宙学和化学中也存在着达尔文过程。类似的机制还被广泛应用于计算机科学中的遗传算法和演化计算领域，旨在通过变异和选择机制开发求解复杂问题的算法。

## 普适达尔文主义理论示例
以下列出的各领域都可以看作是达尔文思想在生物学领域之外的扩展。这些扩展可以分为两类，一类研究的是生物遗传演化在其他学科（例如医学或心理学）中的影响，另一类研究的则是基因以外的实体（例如计算机程序、公司或想法）中的变异与选择过程。不过由于许多扩展同时考虑了遗传和非遗传（例如文化）两方面的演化或者两者之间相互作用（例如基因-文化协同演化），并无法严格区分两者。

### 基于基因的达尔文扩展
- 演化心理学：假设人类的情绪、偏好和认知机制都是自然选择的产物
  - 演化教育心理学（英语：Evolutionary educational psychology）：基于演化心理学的教育研究
  - 演化发展心理学（英语：Evolutionary developmental psychology）：基于演化心理学的认知发展研究
  - 达尔文幸福（英语：Darwinian Happiness）：应用演化心理学研究人类福祉的最佳条件
  - 达尔文文学研究（英语：Darwinian literary studies）：以演化心理学为基础研究文学中的角色与叙事
  - 演化美学：应用演化心理学来解释人类的美学感受
  - 演化音乐学（英语：Evolutionary musicology）：将演化美学应用于音乐研究
- 演化人类学：研究人类的演化过程
- 社会生物学：认为动物和人类的社会系统是达尔文生物进化的产物
- 人类行为生态学（英语：Human behavioral ecology）：研究人类行为如何通过变异和选择适应环境
- 关于机制的演化认识论（英语：Evolutionary epistemology）：研究人类感知、认知知识能力的演化过程
- 演化医学（英语：Evolutionary medicine）：通过观察人体及其寄生虫的演化来研究疾病的起源
- 旧石器时代饮食（英语：Paleolithic diet）：认为最健康的饮食是人类以狩猎采集为生的祖先在数百万年中适应的饮食方式
- 旧石器时代生活方式：将旧石器时代饮食扩展到锻炼、行为和环境接触等方面
- 分子演化：研究DNA、RNA和蛋白质水平上的演化
- 生物社会犯罪学（英语：Biosocial criminology）：使用包括遗传学和演化心理学在内的不同方法研究犯罪
- 演化语言学：研究语言在生物学上和文化上的演化[25]

### 其他达尔文主义的扩展
- 量子达尔文主义（英语：Quantum Darwinism）：将物理学中经典状态的涌现视为对最稳定的量子特性的自然选择
- 宇宙自然选择（英语：Cosmological natural selection）：假设宇宙会“繁殖”并经选择产生能够最大化“适应性”的基本常数
- 复杂适应系统：部分地基于组件的变异和选择过程对复杂系统的动力学进行建模
- 演化计算：以达尔文主义方法创造适应性计算机程序
- 遗传算法：演化计算的子领域，通过算法模拟变异过程以求解最优化问题
- 演化机器人学（英语：Evolutionary robotics）：使用达尔文算法设计自主机器人
- 人工生命：使用达尔文算法在软件模拟中类似生物体的计算机智能体的演化
- 演化艺术（英语：Evolutionary art）：使用变异和选择来创造艺术作品
- 演化音乐（英语：Evolutionary music）：将演化艺术应用于音乐
- 克隆选择理论：将免疫系统中适应性抗体的产生视为变异和选择的过程
- 神经达尔文主义（英语：Neural Darwinism）：提出神经元及其突触在大脑发育过程中被选择性地修剪
- 关于理论的演化认识论（英语：Evolutionary epistemology）：假设科学理论通过变异和选择的过程发展
- 模因学：关于文化（例如思想、时尚和传统）的变异、传播和选择的理论
- 双继承理论：一种在很大程度上独立于模因学而发展起来的文化演化理论
- 文化选择理论（英语：Cultural selection theory）：与模因学相关的文化演化理论
- 文化唯物主义：认为物质世界会影响并限制人类行为的人类学方法
- 环境决定论：认为所处环璄最终决定了人类文化的社会科学理论
- 演化经济学：研究商品、技术、制度和组织等经济现象的变异和选择过程[26]
- 演化伦理学：研究道德的起源，并以达尔文主义为基础制定伦理价值观
- 大历史：整合宇宙、地球、生命和人类历史的科学叙事，将普适达尔文主义视为该学科的统一主题[27]